# Gungnir
 Ovo je glavno značenje pojma Gungnir. Za rod zelenih algi iz porodice Haematococcaceae pogledajte Gungnir (biljni rod).
Gungnir, ova dragocjenost je mitološko koplje boga Odina. Nikada ne promašuje svoj cilj.
Napravili su mu ga patuljci, koji su zaslužni za sve dragocjenosti bogova. 
Uz Draupnir, Odinova najveća dragocjenost.
U Ragnaroku, Odin će uzjahati Sleipnira, na glavu staviti zlatnu kacigu, na ruku Draupnir, a u ruci će mu biti Gungnir.